# Better than You
«Better Than You» — п'ята пісня з сьомого студійного альбому ReLoad гурту Metallica, що вийшов в 1997 році. В 1998 році «Better Than You» перемогла на премії Ґреммі в номінації «Найкраще метал виконання». В пісні розповідається про людину, яка одержима боротьбою з собою і хоче стати кращою ніж інші. Наживо вперше виконувалася в Лондоні в 1995 році. Фотографія на обкладинці синглу «Better Than You» та на обкладинці концерту  Cunning Stunts одна і та ж. Спочатку пісня називалися «Better».

## Список композицій
Промо диск 1 (USA: Elektra PRCD 1149-2)
1. Better than You

Промо диск 2 (USA: Elektra PRCD 1165-2)
1. Better than You (відредагована версія)

## Учасники запису
- Джеймс Гетфілд — ритм-гітара, вокал
- Кірк Хаммет — соло-гітара
- Джейсон Ньюстед — бас-гітара, бек-вокал
- Ларс Ульріх — ударні